# کارلوس هرناندز
کارلوس هرناندز (انگلیسی: Carlos Hernandez؛ زادهٔ ۲۷ مهٔ ۱۹۸۴) سرمربی فوتبال اهل اسپانیا است.

## افتخارات
- قهرمانی لیگ برتر زیر ۱۷سال عربستان به همراه الهلال